# Werwolf (NS-Organisation)

Symbol des Verbandes

Die Organisation Werwolf (seltener: Wehrwolf) war eine nationalsozialistische Organisation zum Aufbau einer Bewegung zur Fortführung des Kampfs auf bereits feindlich besetzten Gebieten am Ende des Zweiten Weltkrieges, die im September 1944 von Heinrich Himmler als Minister und Reichsführer SS gegründet wurde. Aufrufe zur Bildung der Werwolf-Gruppen fanden in der Bevölkerung und unter Angehörigen der Wehrmacht nur ein geringes Echo. Nach Hitlers Tod untersagte Karl Dönitz am 5. Mai 1945 weitere Werwolf-Aktionen als illegale Kampftätigkeit.
Es besteht kein direkter Zusammenhang zwischen dem Werwolf und dem in der Weimarer Republik geformten Wehrverband Wehrwolf (1923–1933), der wenige Monate nach der Machtergreifung in der Sturmabteilung aufging.

## Aufstellung

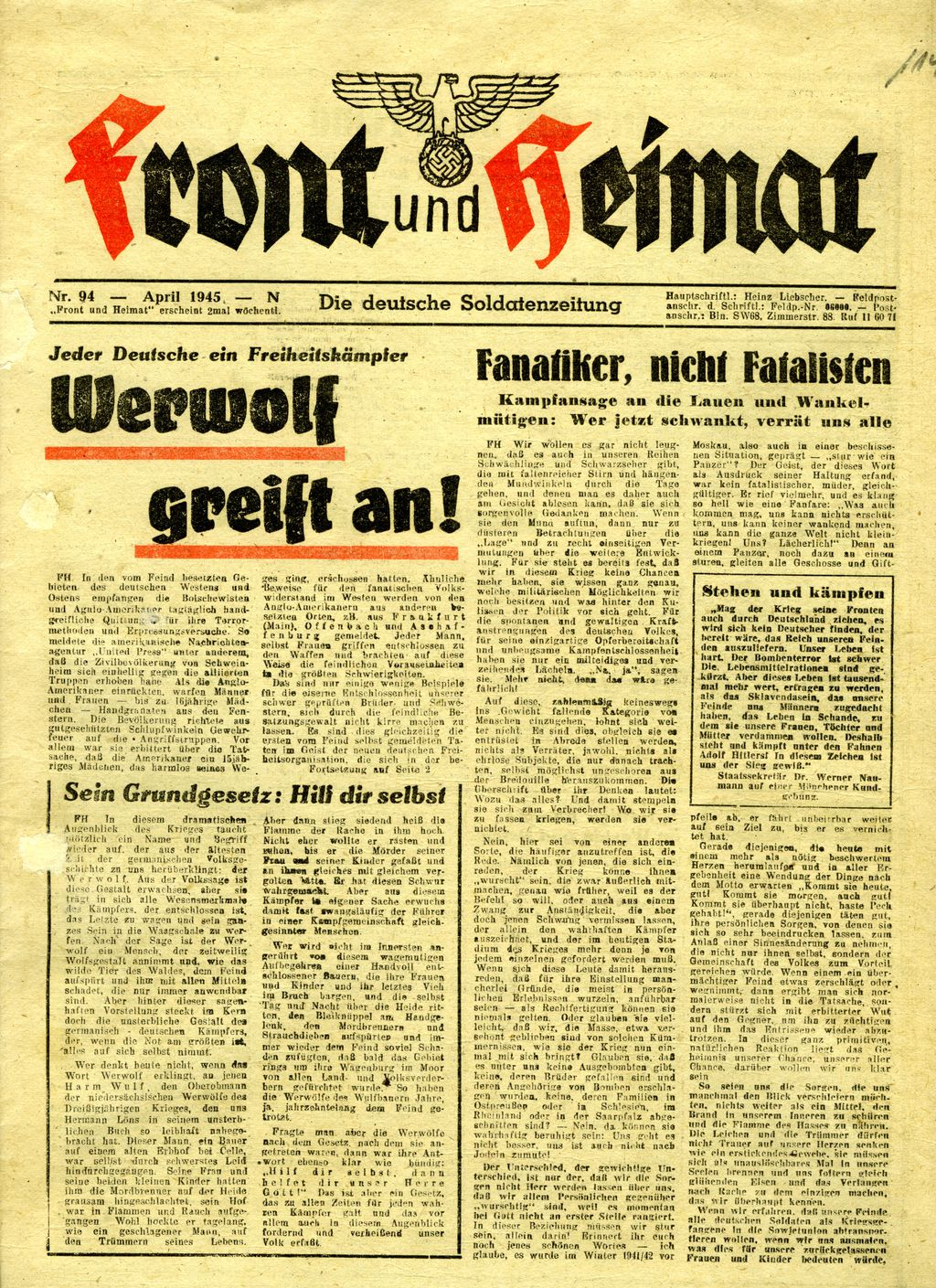
Werwolf-Aufmacher auf dem Titelblatt der nationalsozialistischen Soldatenzeitung Front und Heimat (Berlin, April 1945).

Im September 1944 hatten die Fronten in Ost und West die Vorkriegsgrenzen Deutschlands bereits erreicht. Himmler beauftragte den SS-Obergruppenführer Hans-Adolf Prützmann, kleine Spezialkommandos aufzustellen, die in den besetzten Gebieten des Deutschen Reiches hinter den feindlichen Linien Sabotage verüben und die Bevölkerung von einer Zusammenarbeit mit den Besatzungstruppen abhalten sollten. Prützmann hatte als Höherer SS- und Polizeiführer in der Ukraine die Partisanenbekämpfung geleitet. Er erhielt die Amtsbezeichnung Generalinspekteur für Spezialabwehr.
Bis Ende 1944 war es in Berlin gelungen, etwa 5000 Freiwillige zu rekrutieren, bei denen es sich um SS-Leute, Hitlerjungen, SA-Männer und Parteifunktionäre handelte. Da diese Zahl zu gering war, gab auch die Wehrmacht Anweisungen zur Abstellung von Partisanenkämpfern. Eine Anweisung an eine Volksgrenadier-Division fiel in die Hände der Alliierten:

„Zum beschleunigten Aufbau der Werwolf-Organisation veranlassen die Div. die Auswahl von besonders bewährten, tapferen, als Führer von W-Truppen geeigneten Soldaten aller Dienstgrade, die in feindbesetzten Gebieten beheimatet sind. Es kommen Soldaten der besetzten Ost- und Westgaue in Frage.“

Trotz des Befehls blieb die Anzahl überschaubar, denn jede Division hatte nur ein oder zwei Soldaten abzustellen.
Die nationalsozialistischen Partisanen wurden in den Lagern der SS-Jagdverbände von Otto Skorzeny trainiert, Ausrüstung, Bewaffnung und Verpflegung stellte die Wehrmacht. Angehörige der Wehrmacht hingegen wurden in der Heeresschule II für Sonderaufgaben bei Jablonové ausgebildet. Nach Himmlers Vorstellung waren die „Werwölfe“ eine geheime Widerstandsbewegung. Sie sollte keinen allgemeinen „Volkskrieg“ auslösen, sondern im Untergrund kämpfen. Ihre Aufgaben sollten bestehen in:
- Attentaten und terroristischen Anschlägen gegen die Besatzungsmächte, deren führende Köpfe, sowie gegen deutsche Kollaborateure,
- Sabotage im Rücken der alliierten Verbände,
- Stören des feindlichen Aufmarsches durch Militärische Aufklärung,
- Decken der Rückzugsbewegungen der Wehrmacht durch Angriffe auf die Flanken der verfolgenden Angriffsspitzen,
- Stoppen der „Welle des Verrats“ durch Volksgenossen mittels Terrors gegen Deutsche

Goebbels, der in seinen Tagebüchern suggerierte, die Werwolfbewegung gehe auf seine Initiative zurück, hatte andere Vorstellungen. Durch einen Rundfunkappell des Senders Werwolf wurde der „Werwolf“ am Ostersonntag, dem 1. April 1945, als angeblich „spontane Untergrundbewegung“ der deutschen Bevölkerung in den besetzten Gebieten des Reiches bekannt gemacht. Die hierbei eingeführte Losung „Haß ist unser Gebet und Rache ist unser Feldgeschrei“ sollte den fanatischen Auftrag der Unternehmung unterstreichen. Am 24. April 1945 stellte der Sender seinen Betrieb ein.

## Namensgebung
Als Symbol des „Werwolfs“ wurde eine stilisierte Wolfsangel mit Querstrebe verwendet.
Ein Werwolf ist in der germanischen Mythologie ein Mensch, der sich in einen Wolf verwandelt. Es gibt auch Quellen, die die Namensgebung in Verbindung mit dem Roman Der Wehrwolf (1910) von Hermann Löns bringen. Adolf Hitlers Vorname bedeute übersetzt „edler Wolf“; er selbst wählte für sich den Decknamen „Wolf“, wovon sich auch die Bezeichnungen seiner Hauptquartiere – Wolfsschanze, Wolfsschlucht und Werwolf – ableiteten.

## Gliederung
Dem „Werwolf“ stand Hans-Adolf Prützmann als „Reichs-Werwolf“ vor, der sich nur Himmler gegenüber zu verantworten hatte. Die „Werwölfe“ waren in sogenannten Rudeln organisiert, in denen der befehlshabende Offizier als „Leit-Wolf“ bzw. „Leit-Werwolf“ bezeichnet wurde. Diese wurden in speziellen „Werwolf-Schulungs-Gattern“ ausgebildet oder „abgerichtet“. Eine der größten Ausbildungsstätten befand sich auf Schloss Hülchrath in Grevenbroich.
Die kleinste selbstständig operierende Einheit war die „Jagdgruppe“; sie bestand aus vier Mann und einem Führer. Die nächstgrößere Einheit war der „Jagdzug“. Dieser vereinigte mehrere Jagdgruppen und einen Führungstrupp, die Einsatzstärke lag zwischen 10 und 40 Jägern und deren Führern. Bei Angriffen auf befestigte Positionen oder beispielsweise Eisenbahnen sollten „Streifkorps“ gebildet werden. Deren Stärke richtete sich nach Größe und Kampfstärke der anzugreifenden Objekte.
Bis zur Kapitulation und in den Wirren der letzten Kriegstage wurden allerdings nur wenige „Leit-Wölfe“ ausgebildet, so dass viele „Rudel“ ohne Führung waren und ziel- und wahllos durch das besetzte Deutschland zogen. Dazu kam, dass die „Rudel“ oftmals aus jungen, unerfahrenen SS-Männern, Hitlerjungen und BDM-Mädchen bestanden, die keinerlei oder kaum militärische Schlagkraft besaßen.

## Aktivitäten
Kommandos des „Werwolfs“ verübten vereinzelte Brandstiftungen (z. B. in Eberswalde), in den letzten Kriegswochen richteten sie sich vor allem gegen Deserteure und kriegsmüde Deutsche. Die einzige größere Aktion, die ihnen gelang, war das Massaker der „Penzberger Mordnacht“ am 28. April 1945, ein Kriegsverbrechen, dem 17 Menschen zum Opfer fielen. Auf das Kriegsgeschehen und die Besetzung Deutschlands hatte der „Werwolf“ keinen Einfluss.
Der „Werwolf“ war in erster Linie ein Propagandaphänomen. Seine Wirkung war allenfalls indirekt, insofern einige Kommandeure der Alliierten in der Annahme einer größeren militärischen Bedrohung Gegenmaßnahmen zur Vermeidung von Guerillakämpfen und Sabotage ergriffen, obwohl der Geheimdienstoffizier Saul Padover dargelegt hatte, dass damit nicht zu rechnen sei. Er war von der Psychological Warfare Division (PWD) beauftragt worden, deutsche Kriegsgefangene und Zivilisten zu vernehmen, um das Verhalten der deutschen Bevölkerung nach der bevorstehenden Besetzung ihres Landes einzuschätzen. In seinem Bericht, der dem Supreme Headquarters Allied Expeditionary Force zugeleitet wurde, schreibt er, dass die Deutschen zu gehorchen geübt seien und sich den Siegern fügen würden. Die Ermordung des Aachener Oberbürgermeisters Franz Oppenhoff am 25. März 1945 ist „die spektakulärste Tat, die bis heute dem Werwolf zugeschrieben wird“.
Am 14. April 1945 kam es auf einem Weg zwischen Dötlingen und Neerstedt zum Mord an Willi Rogge. Der Dötlinger Bauer wurde von Angehörigen der „Kampfgruppe Wichmann“ ermordet. Angeblich hatte Rogge ein Lager des Reichsarbeitsdienstes geplündert. Er war den Nazis seit 1933 als „Querulant, Demokrat und Quertreiber“ aufgefallen. Die Täter hinterließen beim Opfer das Schild Wer sein Volk verrät stirbt. Am 16. April erschien in der Oldenburgischen Staatszeitung unter der Überschrift „Verräter gerichtet“ ein Artikel über den Mord. Darin wurden die Täter als „Rächer deutscher Ehre“ gelobt.
Auch Himmlers Rede vom 18. Oktober 1944 („Wie die Werwölfe werden todesmutige Freiwillige dem Feinde schaden und seine Lebensfäden abschneiden.“) sowie die Berichterstattung deutscher Radiostationen und Zeitungen, die im Frühjahr 1945 den Eindruck eines flächendeckenden „Werwolf“-Aufstands zu erwecken suchten, trugen zum Misstrauen der Besatzungstruppen bei. Teile der US Army entwickelten eine „Werwolf“-Hysterie, die sich erst nach Monaten legte. In der unterschiedslosen Gleichsetzung aller Deutschen mit fanatisierten Nationalsozialisten sieht der Historiker Hermann Weiß die einzige Wirkung der Organisation.

## Ende des Verbandes in Flensburg
Schon Ende des Jahres 1944 bis Anfang des Jahres 1945 wurden in Schleswig-Holstein sieben Werwolfgruppen aufgebaut, nämlich in den Städten Flensburg, Rendsburg, Neumünster und Lübeck mit jeweils fünf bis sechs Mann, in Itzehoe mit zehn Mann, in Kiel mit fünfzehn Mann und in Husum mit einer unbekannten Anzahl. Am 10. März 1945 wurden alle NS-Gauleiter dazu aufgefordert, aus Männern, Frauen jeden Alters und insbesondere Jugendlichen Werwolfgruppen zu bilden. In den letzten Kriegstagen wurden auch in Schleswig-Holstein primär Jugendliche zwischen 14 und 18 Jahren in den Verband „Werwolf“ einberufen. Ihnen wurde der Auftrag gegeben, rücksichtslos bis zur Selbstvernichtung zu kämpfen. In der nachfolgenden Zeit zeigten die sieben Werwolfgruppen sich jedoch kaum aktiv.
In der Stadt Flensburg wurden Jugendliche ebenfalls für den „Werwolf“ ausgebildet. Am 22. April 1945 wurden die sogenannten „Sonderführer“ zu einem Sonderlehrgang in einer Strandvilla in Schönberg bei Kiel einberufen. Den Jugendlichen wurde der Umgang mit Sprengmitteln vermittelt, zur Sprengung von Brücken und Panzern. Von den Jugendlichen der „Werwolf“-Gruppe Flensburg ist außerdem noch überliefert, dass sie Panzergräben und Schützenlöcher aushoben. Noch bis zum 5. Mai 1945 transportierten die Flensburger Jugendlichen Waffen und Lebensmittel auf Karren in die „Werwolf“-Verstecke bei Hürupholz und glaubten kampfbereit sein zu müssen. Von der Teilkapitulation im Nordwesten sowie der Erklärung der Stadt Flensburg zur Offenen Stadt am 4. Mai 1945 und dem generellen Verbot von jeglichen Aktivitäten des Werwolfs am 5. Mai 1945 durch den letzten Reichspräsidenten Karl Dönitz, der sich in der Stadt im Sonderbereich Mürwik aufhielt, erfuhren die Jugendlichen offenbar verspätet. Am 5. und 6. Mai 1945 erreichten bereits alliierte Vorauskommandos die Stadt Flensburg. Erst am 8. Mai 1945, dem Tag der Bedingungslosen Kapitulation der Wehrmacht, vergruben zwei der desillusionierten Flensburger Jugendlichen ihre Fähnleinsfahne auf dem Gelände des ehemaligen Mühlenteiches.
Nach der Einnahme Schleswig-Holsteins 1945 begannen die Briten nach „Werwolf“-Angehörigen zu suchen. Es wurden einige Verhaftungen vorgenommen. Im August 1945 wurden auch die ehemaligen Flensburger „Werwolf“-Angehörigen, unter ihnen auch die ehemaligen jugendlichen Mitglieder, verhaftet und für drei Wochen inhaftiert. Der „Werwolf“ brachte die Briten in Schleswig-Holstein nicht in Schwierigkeiten. Zu Morden an Zivilisten durch den „Werwolf“ kam es in Schleswig-Holstein, im Gegensatz zu anderen Teilen des Landes, offenbar nicht.

## Entnazifizierung und Internierungen
Als Teil der auf dem Potsdamer Abkommen beschlossenen Sicherheitsvorkehrungen wurden nach 1945 viele Jugendliche als Mitglieder der „Werwolf“- Organisation verhaftet. Dies war in der Sowjetischen Besatzungszone im Besonderen der Fall. Die Haftgründe wurden nicht nach rechtsstaatlichen Mitteln geprüft. Häufig wurden Mitgliederlisten aus Wehrertüchtigungslagern und Volkssturmverbänden oder illegaler Waffenbesitz genutzt, um zahlreiche Jugendliche, viele von ihnen 15 oder 16 Jahre alt, zu verhaften. Die meisten von ihnen wurden in ostdeutschen Gefängnissen wie dem „Gelben Elend“ in Bautzen interniert und dort unter Folter zu dem Geständnis gezwungen, Mitglieder der „Werwolf“-Organisation gewesen zu sein. Unter dem Druck dieser Verhöre fielen die Namen weiterer Personen, mit denen dann ebenso verfahren wurde. Viele der Verhafteten wurden später in sowjetische Speziallager verbracht. Im Speziallager Nr. 2 waren über 1.300 Jugendliche interniert, die in den meisten Fällen mit dem Haftgrund „Werwolf“ verhaftet wurden. Diese machten circa 5 % der gesamten Belegung von 28.000 aus. Trotz fehlender Beweise für eine Partisanentätigkeit wurden viele der Internierten erst 1950 entlassen, was der Historiker Bodo Ritscher als „besonders schlimmes Kapitel, der sowjetischen Lagerpraxis“ bezeichnete. Inzwischen sind die damals der Partisanentätigkeit Beschuldigten von Russland rehabilitiert worden.
In der britischen Besatzungszone waren Befürchtungen vor bevorstehenden Anschlägen des „Werwolfs“ ein Grund für Folterungen Verdächtiger im Internierungslager Bad Nenndorf.

## Bekannte „Werwolf“-Mitglieder
- Karl Gutenberger
- Rolf Karbach
- Walter Kurreck
- Erich Loest
- Wolfgang Pintzka
- Benno Prieß
- Hans-Adolf Prützmann
- Gustav Schiller
- Henry Schmidt
- Karl Tschierschky
- Hans Zöberlein

## Nachwirkung im Rechtsextremismus
1979 gründete der Neonazi Michael Kühnen die Wehrsportgruppe Werwolf. Der Begriff findet sich seitdem in Neonazi-Fanzines und im Rechtsrock. So gibt es eine deutsche Band namens Werwolf und die österreichische Metalband Werwolf.
Im Juli 2013 veranlasste die Bundesanwaltschaft aufgrund von Ermittlungen gegen ein gegründetes Werwolf-Kommando die Durchsuchung von Wohnungen, Gefängniszellen und Geschäftsräumen in der Schweiz, in den Niederlanden und Deutschland. In Deutschland kamen 50 Polizeibeamte des Bundeskriminalamts und der beteiligten Landeskriminalämter zum Einsatz.

## Medien

### Film
- 1959: Verboten! von Samuel Fuller
- 1973: Werwölfe, Drehbuch, Regie und Produktion: Werner Klett, Berlin, u. a. mit Günter Meisner
- Das Thema bildete auch die Grundlage des Lars-von-Trier-Films Europa (1991).